# كين غرين (لاعب غولف)
كين غرين (بالإنجليزية: Ken Green)‏ هو لاعب غولف أمريكي، ولد في 23 يوليو 1958 في دانبري في الولايات المتحدة.

## وصلات خارجية
- كين غرين على موقع رابطة لاعبي الغولف المحترفين (الإنجليزية)
- كين غرين على موقع رابطة اليابان للاعبي الغولف المحترفين (الإنجليزية)
- كين غرين على موقع التصنيف العالمي الرسمي للغولف (الإنجليزية)